# Robert Bilott
Robert Bilott, född 2 augusti 1965, är en amerikansk jurist. Bilott tog juristexamen vid Ohio State University 1990 och är en av världens främsta miljöjurister. Han fick 2017 års Right Livelihood Awards hederspris.

## Kemiföretaget Dupont
Dupont är ett av världens största kemiföretag och har utvecklat många syntetiska produkter, bland annat teflon, freon och nylon. I början på 1980-talet köpte företaget 66 acres mark av en bonde i Parkersburg, West Virginia, för att använda för deponi av företagets avfall. 1998 fick Bilott ett samtal från Wilbur Tennant som var kreatursbonde i Parkersburg. Han hävdade att många av hans nötboskap visade tecken på allvarlig sjukdom och misstänkte att det kunde bero på soptippen. Bilott åtog sig att undersöka ärendet, trots att han tidigare arbetat för Dupont.

## Domslut
Bilott fann att dricksvattnet i området hade förorenats av perfluoroktansyra (PFOA) vilket lett till sjukdomar hos djur och cancer. Han förde talan för 70 000 invånare, som fick genomgå en toxikologisk studie under sju år. Wilbur Tennant som slagit larm dog i cancer 2009. Efter 19 år accepterade Dupont sitt ansvar och dömdes att betala 671,7 miljoner USD i skadestånd till de drabbade.

## Priser och utmärkelser
- 2017 – Right Livelihood Award för att ha avslöjat utsläpp av miljögifter som pågått under decennier, vunnit rättvisa för drabbade och skapat prejudikat för en effektiv reglering av hälso- och miljöfarliga ämnen